# Marchalico Viñicas
Marchalico Viñicas es un despoblado español situado en el término municipal de Sorbas, en la provincia de Almería, comunidad autónoma de Andalucía. Se cree que el último de sus habitantes abandonó el lugar hacia 1969.

## Geografía
Ubicación
Marchalico Viñicas está situado en la zona levantina de la provincia de Almería. Su territorio está representado en la hoja MTN50 (escala 1:50 000) 1031/1032 del Mapa Topográfico Nacional.
Orografía y paisaje
El lugar se localiza en el entorno del Karst en yesos de Sorbas, muy cerca del cauce del río Aguas, en el Levante Almeriense. Este entorno se caracteriza por tener una alta presencia de yeso en los suelos, que se depositó en el Messiniense, en un periodo de desecación del mar Mediterráneo. La relativa fragilidad de este material le ha conferido a los alrededores de la aldea un relieve muy rugoso y accidentado, en contraste con los cercanos terrenos de aluvión ubicados río abajo. La enorme presencia del yeso ha provocado que sea utilizado en bruto también para la construcción de los edificios.

## Historia
A nivel industrial es muy importante el afloramiento yesífero de Sorbas, explotado desde época antigua, posiblemente incluso en época romana. El que el mineral de gran pureza, se encuentra depositado en estratos de más de veinte metros de espesor perfectamente definidos, por lo que es muy apreciado en el sector minero. En algunos puntos es del tipo macrocristalino, conocido como yeso espejuelo. La formación cubre más de 1000 ha. En la zona existen tres explotaciones a cielo abierto con diversos frentes, que suministran materia prima para producir yeso para la construcción a gran parte del mundo. La mayor está situada a 1,7 km al SW del pueblo de Los Castaños. Dejando de lado la importancia minera del lugar, como su propio nombre indica, también hubo en el área plantaciones de viñas.
El primer censo en el que se tienen registros de esta localidad fue el de 1864, en el que se contabilizaron un total de 8 viviendas. Hacia 1943 acaecieron unas importantes riadas que ocasionaron daños de relevancia en las viviendas del lugar.
Los motivos de su abandono fueron la lejanía a la cabecera municipal y su difícil acceso, que provocaba la carestía de servicios públicos, además de la ausencia de agua potable fácilmente accesible. Se cree que los últimos de sus habitantes partieron hacia 1969, hacia la cercana pedanía de La Huelga.

## Urbanismo
El pueblo estaba formado por casi una veintena de edificaciones, separadas en dos barrios por un lavadero público como nexo de unión. Este lavadero, que es la única construcción en cemento de todo el pueblo, está ubicado junto a la cueva del Agua, afloramiento natural de agua, aunque no potable. Sobre dicha cueva se ha rodado un pequeño documental que trata sobre su descubrimiento y exploración, La cueva del agua. Un reto colectivo.

## Patrimonio cultural
No se tienen registros de que existieran construcciones religiosas en Marchalico Viñicas. De hecho, sus habitantes acudían a pedanías cercanas como La Herrería o La Huelga para la celebración de cualquier evento eclesiástico y compartían con sus vecinos las fiestas locales.

## Patrimonio arquitectónico
Situado en las cercanías de Marchalico Viñicas, a unos 600 metros hacia el Oeste, se ubica el llamado como puente de la Mora, una construcción de 26 metros de longitud que salvaba el barranco del Tesoro.